# الحركة الوطنية للتغيير (فلسطين)
الحركة الوطنية للتغيير هو حزب سياسي تقدمي ديمقراطي وطني فلسطيني تأسس في 10 نوفمبر 1994. يتناول برنامجه السياسي الاعتراف المتبادل بحق الشعبين الفلسطيني والإسرائيلي في الوجود، والحفاظ على منظمة التحرير الفلسطينية بمختلف مؤسساتها المختلفة وتثبيت ركائز السلطة الوطنية الفلسطينية.